# ESV Herrsching
Der ESV Herrsching war ein Eishockeyverein aus Herrsching am Ammersee, der bis 1968 am Spielbetrieb des Bayerischen-Eissportverbandes (BEV) teilnahm. Der ESV gehörte zu den  Gründungsmitgliedern der drittklassigen Gruppenliga, die 1961 unter dem Dach des Deutschen Eishockey-Bundes (DEB) eingeführt wurde.

## Geschichte

### Aufstieg in die Gruppenliga (1960 bis 1966)
Die erfolgreichste Zeit des ESV Herrsching war in den 1960er Jahren, als die Derbyspiele gegen den EA Würmsee in Feldafing oder den SC Weßling von bis zu 800 Zuschauern verfolgt wurden. Das Herrschinger Team stieg 1961 von der Bayerischen Landesliga in die neu eingeführte drittklassige Gruppenliga auf und war damit auch Gründungsmitglied der Liga. Die beste Platzierung zu Gruppenligazeiten war 1963, als der ESV den 4. Platz belegte. In der Saison 1965/66 wurde die Gruppenliga in die Regionalliga umbenannt. Das war dann auch die letzte Saison in der Drittklassigkeit der Herrschinger, da der ESV am Ende den 7. Platz belegte und somit in die nun viertklassige Landesliga, zusammen mit dem sechstplatzierten Rivalen aus Weßling, absteigen musste.

### Abstieg (1966 bis 1968)
| Saison  | Liga   | Klasse | Vorrunde     | Endrunde      |
| ------- | ------ | ------ | ------------ | ------------- |
| 1960/61 | BLL    | III    |              | Aufstieg ↑    |
| 1961/62 | GL-Süd | III    | 6. Platz     | Klassenerhalt |
| 1962/63 | GL-Süd | III    |              | keine         |
| 1963/64 | GL-Süd | III    | 6. Platz     | keine         |
| 1964/65 | GL-Süd | III    | 7. Platz     | keine         |
| 1965/66 | RL-Süd | III    | 7. Platz     | Abstieg ↓     |
| 1966/67 | BLL    | IV     |              |               |
| 1967/68 | BLL    | IV     |              | Meister       |
| 1968/69 | BLL    | V      | Spielbetrieb | eingestellt   |

↑ ↓ in der Auf-/Abstiegsrunde der jeweiligen Liga
In der Folgezeit hatten die Ammerseer wieder ein gutes Team zusammengestellt und waren nach dem in der Saison 1967/68 ungeschlagen erreichten Meistertitel für die Saison 1968/69 gut vorbereitet. Es kam dann alles ganz anders. Im Mai 1968 wurde bekanntgegeben, dass die Eishockeyabteilung des ESV aufgelöst wird. Die komplette Mannschaft des ESV und die Jugendspieler traten dem FC Bayern München bei, dessen Eishockeymannschaft zu der Zeit in der Bundesliga spielte und für den die Mannschaft des ESV als 1b spielten sollte. Als Ablöse für den Übertritt zahlte der FC Bayern dem ESV 15.000 DM. Von den Herrschinger Spielern wurden Werner Hager, Georg Aschbichler und Nikolaus Welte in den Kader der Bundesliga-Mannschaft des FCB übernommen. In der darauf folgenden Saison wurde aus Kostengründen die Eishockeyabteilung der Bayern aufgelöst. So wurde innerhalb eines Jahres, in Herrsching und beim FC Bayern, der Spielbetrieb auf Verbandsebene eingestellt.

## Eisstadion
Die Heimspielstätte des ESV Herrsching war das bis zu 800 Zuschauer fassende Natureisstadion in Herrsching, welches zwischen dem alten und dem neuen Fußballplatz gelegen hat. Das Stadion ist heute nicht mehr in Betrieb.
Der Neubau eines Eisstadions auf dem dafür vorgesehenen Grundstück an der Seefelder Straße wurde vom zuständigen Landratsamt wegen Problemen mit der Ein- und Ausfahrt für den Straßenverkehr abgelehnt.

## Asphaltplatz
Die Stockschützen treffen sich vom Frühjahr bis in den Herbst hinein jeden Donnerstag ab 19 Uhr auf der Sportanlage Birkenallee neben der Realschule in Herrsching zum Stockschießen auf gepflasterten Bahnen.